# Paul Sugarbaker
Paul Hendrick Sugarbaker (* 28. November 1941 in Baltimore) ist ein US-amerikanischer Chirurg am Washington Cancer Institute, bekannt für Entwicklungen in der chirurgischen Onkologie speziell des Bauchraums.

## Leben
Sugarbaker besuchte die High School in Jefferson City (Missouri) (Abschluss 1959) und studierte am Wheaton College in Illinois mit dem Bachelor-Abschluss (B. S.) 1963 und wurde 1967 am Medical College der Cornell University in Medizin promoviert (M.D.) Seine Facharztausbildung als Chirurg absolvierte er am Peter Bent Brigham Hospital in Boston (Internship  1967/68, Residency 1968 bis 1973, Chief Resident 1973) 1973 bis 1976 forschte er am Massachusetts General Hospital. Danach war er zehn Jahre chirurgischer Oberarzt am National Cancer Institute der National Institutes of Health in Bethesda (Maryland) (zuletzt als Leiter der Darmkrebs-Chirurgie), 1986 bis 1989 Leiter der chirurgischen Onkologie an der Emory University Medical School  und ab 1989 Medizinischer Direktor des Washington Cancer Institute am MedStar Washington Hospital Center. Ab 1993 war er dort Direktor der chirurgischen Onkologie.
1983 erhielt er einen Master-Abschluss in Immunologie an der Harvard University.
Er entwickelte eine nach ihm benannte chirurgische Technik für die Behandlung von Tumoren, die das Bauchfell und Bauchhöhle (Intraperitonealraum) befallen, und die normalerweise eine schlechte Prognose haben. Darunter fallen Pseudomyxoma peritonei, peritoneales Mesotheliom und Metastasenbildung von Tumoren des Magen-Darm-Trakts wie Magenkrebs sowie Eierstockkrebs. Bei der von ihm entwickelten HIPEC (hyperthermic intraperitoneal Chemotherapy) gekoppelt mit zytoreduktiver Chirurgie wird in einer aufwändigen Operation zunächst der Tumor mit Metastasen möglichst vollständig chirurgisch entfernt und dann in der anschließenden Chemotherapie der Bauchraum mit Zytostatika durchspült, deren Wirksamkeit durch Erwärmung der Spülflüssigkeit gesteigert wird.
Er ist Fellow des Royal College of Surgeons of England und des Royal College of Physicians and Surgeons of Glasgow und Gründungsmitglied der International Society of Regional Cancer Therapy. Sugarbaker erhielt den Distinguished Service Award der American Society of Abdominal Surgeons.
Er ist Mitherausgeber des European Journal of Surgical Oncology.

## Schriften
- Carcinoma of the colon—prognosis and operative choice, Chicago, Yar Book Medical Publishers 1982
- mit anderen: Atlas of extremity sarcoma surgery, Philadelphia: Lippincott 1984
- mit Martin Malawer u. a.: Musculoskeletal surgery for cancer : principles and techniques, Thieme 1992

als Herausgeber:
- Management of gastric cancer, Kluwer 1991
- Pelvic surgery and treatment for cancer, St. Louis: Mosby 1994
- mit Cornelis J. H. van de Velde: Liver metastasis : basic aspects, detection, and management, Kluwer 1984
- Cytoreductive Surgery and Perioperative Chemotherapy for Peritoneal Surface Malignancy, Textbook and Video Atlas. Cine-Med Publishing: Woodbury, CT, 2012